# 新渡戸文化子ども園
新渡戸文化子ども園（にとべぶんかこどもえん）は、東京都中野区本町六丁目に所在する私立共学幼稚園・保育所。設置者は、学校法人新渡戸文化学園。大半の園児は新渡戸文化小学校へ進学する。

## 沿革
- 1946年 - 東京女子経済専門学校附属幼稚園を開設
- 1950年 - 東京文化幼稚園に改称
- 1977年 - 杉並区和田1丁目の土地に園舎が竣工
- 2010年 - 学校名を「新渡戸文化子ども園」へ変更。
- 2011年 - 園舎を新築。杉並区和田から中野区本町へ移転
- 2012年 - 2歳児保育開始

## 交通
- 東京メトロ丸ノ内線 東高円寺駅 徒歩5分

## 制服
- 冬服 - 男子：ブレザー、半ズボン、女子：ブレザー、スカート
- 夏服 - 男子：半袖の白無地ブラウスまたは白無地ポロシャツ、半ズボン、女子：半袖の白無地ブラウスまたは白無地ポロシャツ、スカート